# Rob (série de televisão)
Rob (estilizado promocionalmente como ¡Rob!) é uma série de televisão americana do gênero de comédia exibida pela CBS que estreou em 12 de janeiro de 2012. A série é estrelada por Rob Schneider com Cheech Marin, Claudia Bassols, Diana Maria Riva, Eugenio Derbez, Ricky Rico, e Lupe Ontiveros. O programa é produzido pela mesma empresa que produz o seriado Two and a Half Men, "Tannenbaum Company" e CBS Television Studios. A série será exibida no Brasil pelo canal Comedy Central a partir do dia 15 de maio de 2012. Em 13 de maio de 2012 a CBS cancelou a série.

## Sinopse
A série segue Rob (Rob Schneider), um arquiteto paisagista com transtorno obsessivo-compulsivo, que se casa com uma família mexicana que vive nos Estados Unidos e que tenta estar mais perto deles, muitas vezes terminando em resultados desastrosos, apesar de suas boas intenções.

## Elenco
- Rob Schneider como Rob
- Claudia Bassols como Maggie
- Cheech Marin como Fernando
- Diana Maria Riva como Rosa
- Eugenio Derbez como Hector
- Lupe Ontiveros como Abuelita
- Ricky Rico como Pepe

## Produção
O piloto apareceu pela primeira vez na CBS em desenvolvimento em outubro de 2010. Em 4 de fevereiro de 2011, a CBS colocou uma sequência de pilotos escrito por Rob Schneider e Lew Morton, e dirigido por Jamie Widdoes, por produtores como Schneider, Morton, Kim Tannenbaum e Eric Tannenbaum. A primeira temporada estreou em 12 de janeiro de 2012 e foi ao ar oito episódios.